# Isabelle Viviani
Pour les articles homonymes, voir Viviani.
Isabelle Viviani, née le 25 novembre 1872 à Paris et morte le 17 février 1923 à Seine-Port (Seine-et-Marne), est l'épouse de René Viviani, président du Conseil lors de la Première Guerre mondiale. Elle est la fondatrice d'œuvres sociales, qui seront à l'origine de l'enseignement professionnel en France. 

## Biographie
Isabelle Viviani est la fille de d’Edmond de Bouhélier, dit Lepelletier, communard, journaliste et homme politique, et d'Eugénie Dumoulin-Viardot, sœur du peintre Louis-Jules Dumoulin et belle-fille de Pauline Viardot. Elle est elle-même la sœur de l’écrivain Stéphane-Georges Lepelletier de Bouhélier, et la belle-fille du musicien Paul Viardot. 
Elle épouse en 1890 Michel Hirsch (d), journaliste au Radical et collègue de son père, qui lui donnera deux fils. La dissolution de ce premier mariage est prononcée en 1904. Elle épouse en secondes noces René Viviani, qu'elle avait engagé comme avocat pour la défendre lors de son divorce.
Bouleversée par la disparition d’un de ses fils, qui meurt sur le front en Lorraine, dès le mois d’août 1914, elle se consacre aux œuvres de bienfaisance en faveur des français touchés par la guerre.
Son engagement caritatif lui vaut plusieurs distinctions honorifiques, et notamment la Légion d'honneur en 1922.

## Œuvre
Isabelle Viviani s’investit dans les œuvres caritatives. Elle est collaboratrice des cantines maternelles, créatrice de l’Atelier du Blessé à l’hôpital des Arts et Métiers, vice-présidente du Secours d’Urgence et membre du Conseil supérieur des pupilles de la Nation. Elle fonde le 4 août 1914 l’Œuvre de l'hôtel Biron dont elle est présidente.
Installée initialement dans l'actuel musée Rodin, l’Œuvre de l'hôtel Biron vient au secours des familles touchées par la guerre. L'œuvre accueille les femmes (ouvroir) et enfants (garderie) des mobilisés, et leur enseigne un métier (pré-apprentissage).
À la fin de la guerre, elle ouvre une succursale de cette œuvre à Épinal, qui est devenue le lycée Isabelle-Viviani. À l'origine des écoles professionnelles, puis des centres d'apprentissage, cet établissement a scolarisé maintes promotions d'élèves dont certaines ont poursuivi leur carrière dans l'enseignement.

## Postérité

### Sépulture

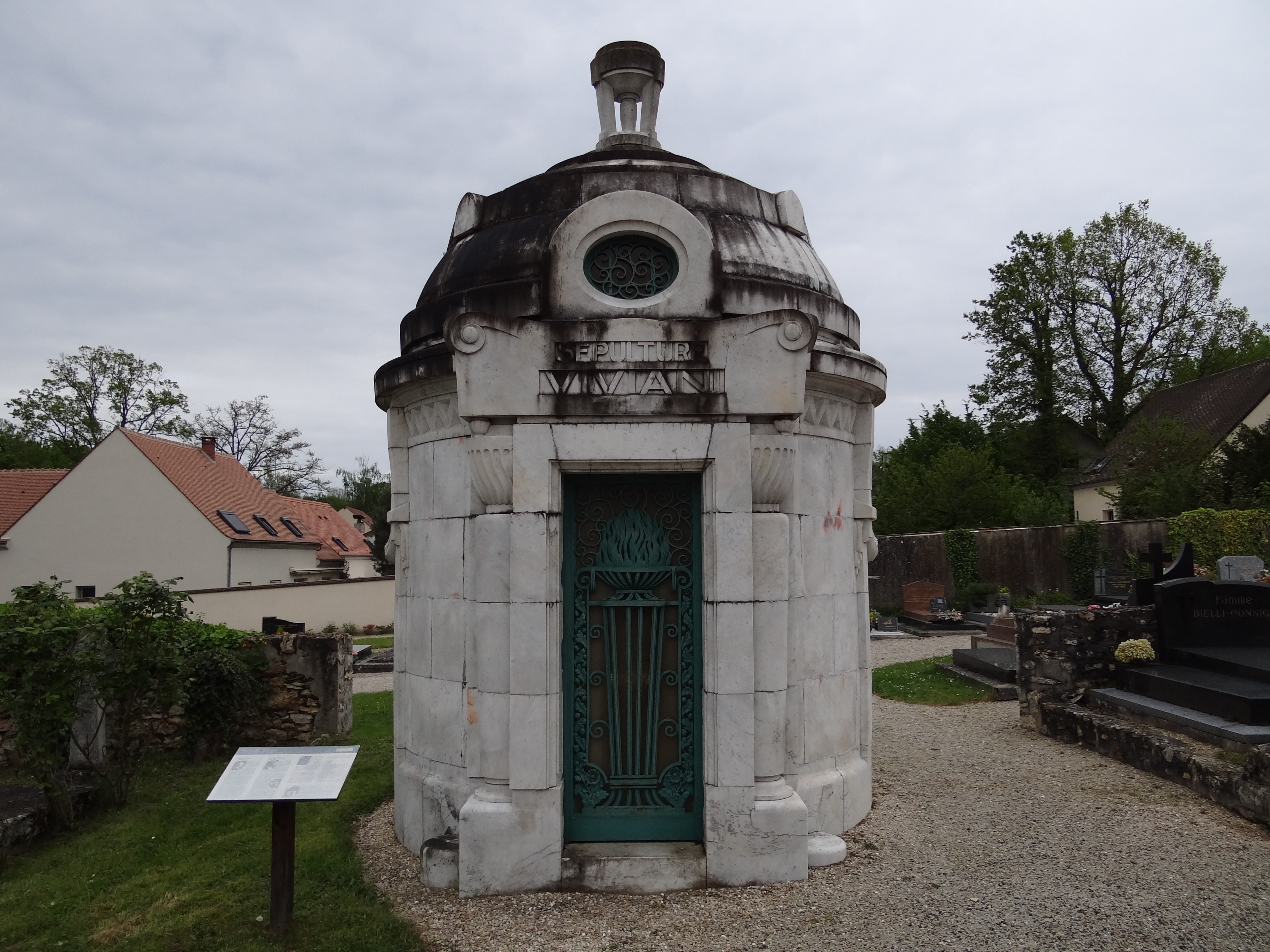
La chapelle funéraire d'Isabelle et René Viviani au cimetière de Seine-Port (Seine-et-Marne).

René Viviani est très affecté par la mort de sa femme qui survient brutalement en 1923, alors qu'elle se rendait à sa maison de Seine-Port. Il erre dans les jardins de sa villa pendant plusieurs jours où il déclame les vertus de la défunte.
Pour lui rendre hommage, il commande un mausolée à Guillaume Tronchet, qu’il veut somptueux. Ce monument Art déco, où il repose également, a été restauré en 2014.

### Lycée
Celui-ci est initialement situé à quelques minutes du centre ville d'Épinal, au 21 de l'avenue Gambetta, puis au 75 rue de Remiremont.
Les formations du lycée accueillent 620 élèves, répartis entre une filière métiers du tertiaire et une filière métiers de la mode.